# Tommy Farr
Tommy Farr (* 12. März 1913 in Tonypandy, Rhondda, Wales; † 1. März 1986) war ein britischer (walisischer) Boxer.

## Werdegang
Farr wuchs im walisischen Tonypandy bei Rhondda in Wales auf. Wie vielen jungen Leuten aus dieser Gegend drohte ihm noch als Heranwachsender in einer der Kohlengruben des Landes arbeiten zu müssen. Er entschloss sich deshalb Boxer zu werden und begann bereits mit zwölf Jahren mit diesem Sport. Seinen ersten Kampf bestritt er am 18. Dezember 1926 mit einem Sieg über sechs Runden über Jack Jones. In den nächsten Jahren bestritt er dann fast monatlich mehrere Kämpfe, die alle dem Aufbau einer Karriere als Boxer dienten. Er wuchs dabei bis zum Jahre 1932 in das Halbschwergewicht hinein. Später kämpfte er im Schwergewicht, war aber während seiner ganzen Karriere ein relativ „leichter“ Schwergewichtler, der bei seinen Kämpfen meist zwischen 85 kg und 88 kg wog.
Auf Grund seiner guten Ausbildung war Farr ein technisch sehr versierter Boxer, der seine mangelnde Schlagkraft auch durch seine Schnelligkeit ausglich. Am 22. Juli 1933 bestritt Farr in Tonypandy gegen Randy Jones seinen ersten Meisterschaftskampf. Es ging um die walisische Meisterschaft im Halbschwergewicht. Farr gewann diesen Kampf nach 15 Runden nach Punkten. Am 14. September 1934 verteidigte er diesen Titel in Trealaw, Wales, gegen Charlie Bundy durch einen Punktsieg nach 15 Runden erfolgreich.
Am 4. Februar 1935 erhielt Farr die Chance in Mountain Ash, Wales, gegen Eddie Phillips um die britische Meisterschaft im Halbschwergewicht kämpfen zu dürfen. Er enttäuschte aber seine Anhänger, die größtenteils aus den Kumpels des walisischen Kohlereviers stammten und unterlag nach 15 Runden nach Punkten. Trotzdem ging Farr unbeirrt seinen Weg weiter und erzielte im Jahre 1936 zwei große Erfolge. Zunächst besiegte er am 15. Januar 1936 in der Royal Albert Hall in London den ehemaligen Weltmeister im Halbschwergewicht, den US-Amerikaner Tommy Loughran über zehn Runden nach Punkten und dann besiegte er am 2. April 1936 auch den US-amerikanischen Weltranglistenboxer Bob Olin über zehn Runden sicher nach Punkten. Nach diesen beiden Siegen erschien er erstmals in der Weltrangliste unter den zehn besten Schwergewichtlern.
Am 18. Mai 1936 erkämpfte sich Farr durch einen Sieg über Tom Wilde das Herausforderungsrecht für einen Titelkampf um die britische und Empire Meisterschaft im Schwergewicht. Dieser Kampf fand dann am 15. März 1937 im Covent Garden in London statt. Farr besiegte dabei den auch durch seine Kämpfe gegen Max Schmeling und Walter Neusel in Deutschland sehr bekannten Südafrikaner Ben Foord über 15 Runden nach Punkten. Er war damit britischer und Empire Meister im Schwergewicht.
Die folgenden Monate des Jahres 1937 wurden dann zum Höhepunkt in der Laufbahn von Farr. Bereits einen Monat nach seinem Sieg über Ben Foord besiegte er am 15. April 1937 in London Ex-Weltmeister Max Baer, der in Farr nur einen „Aufbaugegner“ gesehen hatte über zwölf Runden nach Punkten und gewann am 15. Juni 1937 in der Harrington Arena zu London gegen den Deutschen Walter Neusel durch KO in der dritten Runde. Durch die Siege über Foord, Baer und Neusel war er in der Weltrangliste soweit nach oben geklettert, dass er Weltmeister Joe Louis herausfordern konnte. Dieser Kampf fand dann am 30. August 1937 im Yankee Stadion in New York City vor 32.000 Zuschauern statt. Nach seiner Niederlage gegen Max Schmeling am 19. Juni 1936 hatte Joe Louis acht KO-Siege in Folge erzielt und am 22. Juni 1937 den Weltmeistertitel im Schwergewicht durch einen KO-Sieg in der achten Runde über Jim Braddock gewonnen. Der Kampf gegen Farr war seine erste Titelverteidigung. Farr schaffte in diesem Kampf, was niemand erwartet hatte. Er kam mit Joe Louis glatt über die Runden und verlor den Kampf nach 15 Runden nur nach Punkten.
In den folgenden Kämpfen seiner Karriere erreichte Farr nie mehr die Form, die er im Kampf gegen Joe Louis hatte. Er blieb in den Vereinigten Staaten und verlor die nächsten vier Kämpfe, die alle im Madison Square Garden in New York City stattfanden gegen Jim Braddock, Max Baer, Lou Nova und Clarence Burman nach Punkten. Nach dem Kampf gegen Zachary Nicholas in Barnstaple, Devon, den er durch KO in der dritten Runde gewann, trat Farr zurück. Er war erst 26 Jahre alt.
Zehn Jahre später zwangen finanzielle Schwierigkeiten Farr zu einem Comeback. Von 1950 bis 1953 bestritt er noch einmal 16 Kämpfe, von denen er 11 gewann. Er besiegte dabei so gute Leute wie den belgischen Meister Robert Eugene, den Italiener Giorgio Milan, den österreichischen Ex-Europameister Josef Weidinger (Joe Weidin), verlor aber auch gegen den US-Amerikaner Al Hoosman. Nach einer KO-Niederlage in der 7. Runde gegen seinen Landsmann Don Cockell am 9. März 1953 in Nottingham, es ging in diesem Kampf um das Herausforderungsrecht an den britischen Schwergewichtsmeister, beendete Farr seine Laufbahn endgültig.
Farr war danach Gastwirt in Sussex und bei allen großen Boxveranstaltungen in England ein gern gesehener und umjubelter Gast.
Meisterschaftskämpfe von Tommy Farr
- 22. Juli 1933, Punktsieg über Randy Jones im Kampf um die walisische Meisterschaft im Halbschwergewicht,
- 14. September 1934, Punktsieg über Charlie Bundy im Kampf um die walisische Meisterschaft im Halbschwergewicht,
- 4. Februar 1935, Punktniederlage gegen Eddie Phillips im Kampf um die britische Meisterschaft im Halbschwergewicht,
- 15. März 1937, Punktsieg über Ben Foord, Südafrika, im Kampf um die britische und die Empire Meisterschaft im Schwergewicht,
- 30. August 1937, Punktniederlage gegen Joe Louis, USA, im Kampf um die Weltmeisterschaft im Schwergewicht,
- 7. Juli 1951, KO-Sieg in der 6. Runde über Dennis Powell im Kampf um die walisische Meisterschaft im Schwergewicht